# Estela de Lerga
L'estela de Lerga és una estela funerària hispano-romana de pedra sorrenca que es va trobar el desembre de l'any 1960 a la localitat navarresa de Lerga, formava part de les parets d'una ermita d'aquesta localitat des de feia molts anys. Té una gran importància per a la història de la llengua basca hi apareix la inscripció, en caràcters llatins que comença com: VM. ME SA. HARFI...
Aquesta estela té la forma d'un rectangle de 125 cm d'alçada amb uns 68 cm d'amplada, les inscripcions sumen 46 lletres distribuïdes en quatre línies. La seva datació es considera que és dels segles II o III de la nostra era.
L'estela de Lerga testimonia l'existència de noms de déus i de noms propis basco-aquitans que evidencien l'existència d'un idioma protobasc en el territori bascó als inicis de la nostra era
Es tradueix com: Umme, fill de Sahar va posar aquest monument al seu cosí Narhunges, fill d'Abinssunhar, de 25 anys, segons el seu testament.
Aquesta estela, que a més de la inscripció incorpora un baix relleu amb figures humanes que fan una dansa fúnebre i un genet a cavall, està dedicada a un jove difunt, de 25 anys, probablement pel seu cosí Umme Sahari filius
Els noms propis que apareixen a l'estela Umme Saharis (en basc Ume zahar: el fill vell o primogènit) i Narhunges fill d'Abisunhat es consideren actualment plenament bascos